# نور الدين ميرزادة
نور الدين ميرزادة هو ممثل صوت لبناني.

## أدواره في الدبلجة العربية
- أميرة الروم
- يوسف الصديق